# Az ígéret megszállottja
Az ígéret megszállottja (eredeti cím: The Pledge) 2001-ben bemutatott amerikai bűnügyi filmdráma, melyet Sean Penn rendezett. A film Friedrich Dürrenmatt Az ígéret című novellája nyomán készült. A főbb szerepekben Jack Nicholson, Patricia Clarkson, Aaron Eckhart, Helen Mirren, Robin Wright Penn, Vanessa Redgrave, Sam Shepard, Mickey Rourke, Tom Noonan, Lois Smith és Benicio del Toro látható.
Forgalmazója a Best Hollywood.

## Cselekmény
Jerry Black nyomozó elérkezett a nyugdíjazásához, amit kissé melankolikusan fogad, viszont örömmel veszi kollégái búcsúajándékát: egy repülőjegyet Mexikóba, ahol mindig szívesen horgászott volna. Csakhogy ekkor hírt kap egy gyilkosságról, ahol egy nyolcéves kislány az áldozat. Az öreg zsarut nem hagyja nyugodni a tragikus eset, elhatározza, hogy mindent elkövet a tettes kézre kerítéséért. Bár kollégái idővel lezárják az ügyet egy valószínűsíthető gyanúsítottal, Jerry szerint az igaz tettes még szabadlábon van, ezért a nyugdíjas éveit a tettes utáni nyomozásnak szenteli. Az idő előrehaladtával viszont kérdésessé válik, hogy Jerry nem áldoz-e fel túl sokat egy ígéretért…

## Szereplők
| Színész            | Szerep           | Magyar hang          |
| ------------------ | ---------------- | -------------------- |
| Jack Nicholson     | Jerry Black      | Reviczky Gábor       |
| Patricia Clarkson  | Margaret Larsen  | Németh Kriszta       |
| Benicio del Toro   | Toby Way Wadenah | Megyeri János        |
| Aaron Eckhart      | Stan Krolak      | Selmeczi Roland      |
| Helen Mirren       | doktor           | Menszátor Magdolna   |
| Tom Noonan         | Gary Jackson     | Csuha Lajos          |
| Robin Wright Penn  | Lori             | Farkasinszky Edit    |
| Vanessa Redgrave   | Annalise Hansen  | Kassai Ilona         |
| Mickey Rourke      | Jim Olstad       | Fazekas István       |
| Sam Shepard        | Eric Pollack     | Orosz István         |
| Costas Mandylor    | Monash rendőr    | Csík Csaba Krisztián |
| Harry Dean Stanton | Floyd Cage       | Rudas István         |
| Dale Dickey        | Strom            |                      |
| Michael O’Keefe    | Duane Larsen     | Láng Balázs          |
| Lois Smith         | Helen Jackson    | Ilyés Mari           |

## Díjak és jelölések
- Cannes-i fesztivál (2001) – Arany Pálma jelölés: Sean Penn
- Berlini Nemzetközi Filmfesztivál (2001) – Arany Medve jelölés: Sean Penn